# Brommaplan (metrostation)

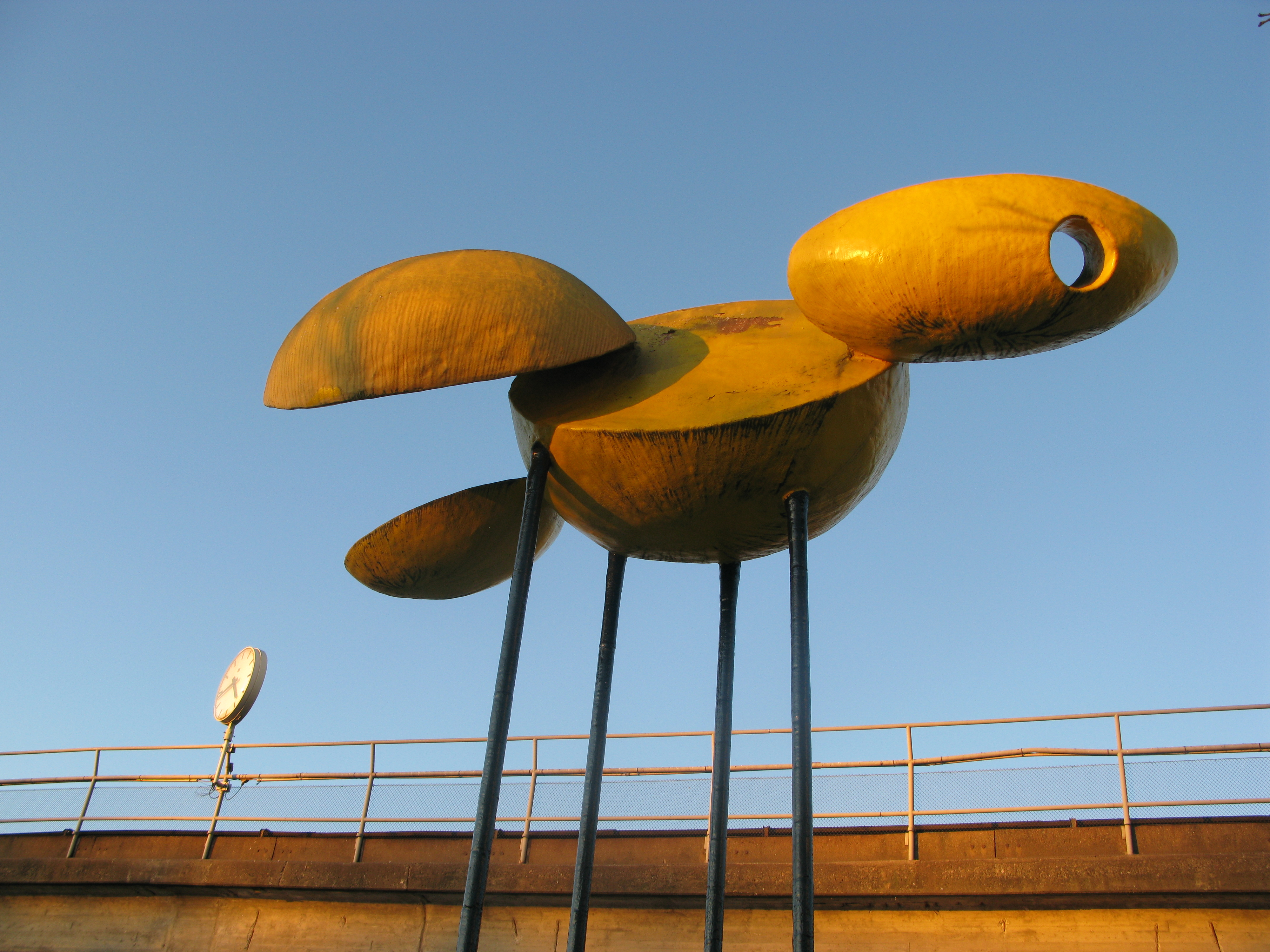
Roc-vogel met drie eieren

Brommaplan (Zweeds voor Brommaplein) is een station aan de groene route van de metro van Stockholm gelegen bij het gelijknamige plein in de wijk Riksby.Het ligt op 10,5 spoorkilometer van Slussen. Het dorp Bromma ligt een paar kilometer noordelijker aan de westkant van het vliegveld.

## Openbaar vervoer
Het plein is een grote rotonde met zes wegen en is aangelegd als middelpunt van de tuinsteden die vanaf 1936 ten zuiden van het 
vliegveld Bromma zijn gebouwd. Het openbaar vervoer naar Stockholm zou worden verzorgd door een busdienst. In 1941 werd, als gevolg van brandstofschaarste, echter besloten tot de aanleg van een metro die op de ruim beschikbare elektriciteit kon rijden. Als eerste stap voor de westelijke tuinsteden werd begonnen met de bouw van een premetro, de Ängbybanan, die ook een station kreeg bij het Brommaplan. Het station is op 1 oktober 1944 geopend. In 1950 begon de ombouw tot metro en sinds 26 oktober 1952 is het station onderdeel van de groene route. Het station wordt bediend door de lijnen T17 en T19. 

## Stedebouw
Het station ligt in een boog die aan de zuidkant van het plein om de, in 1941 bestaande, bebouwing heen loopt. De ingang ligt aan de westkant van het eilandperron bij het busstation aan de Drottningsholmsvägen. Deze combinatie van centrumfuncties van een wijk met een metrostation is na de Tweede Wereldoorlog als uitgangspunt genomen bij de stedebouw. Het idee is toen als Tunnelbaneförstad en grootschaliger als ABC-stad doorontwikkeld en veelvuldig toegepast in de jaren vijftig en zestig van de twintigste eeuw.

## Kunst
In 1969 is naast het metroviaduct het kunstwerk Roc vogel met drie eieren van de kunstenaar Berndt Helleberg geplaatst. Kunstenaar Peter Svedberg heeft de luchtvaartgeschiedenis in relatie tot vliegveld Bromma in beeld gebracht met metaal, glas, aluminium en foto's. Zijn werk is sinds 1996 in het station te zien.
Åkeshov· 
Brommaplan·
Abrahamsberg· 
Stora Mossen· 
Alvik · 
Kristineberg · 
Thorildsplan  · 
Fridhemsplan · 
S:t Eriksplan · 
Odenplan  · 
Rådmansgatan  · 
Hötorget · 
T-Centralen ·  
Gamla Stan · 
Slussen · 
Medborgarplatsen ·  
Skanstull · 
Gullmarsplan ·  
Skärmarbrink·  
Hammarbyhöjden·  
Björkhagen·  
Kärrtorp ·  
Bagarmossen·  
Skarpnäck
Hässelby strand · 
Hässelby gård ·
Johannelund ·
Vällingby ·
Råcksta ·
Blackeberg ·
Islandstorget ·
Ängbyplan ·
Åkeshov· 
Brommaplan·
Abrahamsberg· 
Stora Mossen· 
Alvik · 
Kristineberg · 
Thorildsplan  · 
Fridhemsplan · 
S:t Eriksplan · 
Odenplan  · 
Rådmansgatan  · 
Hötorget · 
T-Centralen ·  
Gamla Stan · 
Slussen · 
Medborgarplatsen ·  
Skanstull · 
Gullmarsplan ·  
Globen ·
Enskede gård ·
Sockenplan ·
Svedmyra ·
Stureby ·
Bandhagen ·
Högdalen ·
Rågsved ·
Hagsätra